# Maria Dezonne Pacheco Fernandes
Maria Camila Dezonne Pacheco Fernandes (Jaú, 18 de dezembro de 1910 — São Paulo, 2 de março de 1998) foi uma escritora e jornalista brasileira.

## Biografia
É a autora do livro Sinhá-Moça, que teve sucessivas edições e que deu origem ao filme homônimo, de 1953, do qual também participou da elaboração do roteiro. O romance também virou tema de telenovela, sendo adaptada pela Rede Globo em 1986 e num remake em 2006.
Escreveu também: Folhas do coração (crônicas), 1941; Punhado de emoções (romance), 1945; Sacrifício de mãe (romance), 1945; e Evocação, (1950). Colaborou, entre outros, nos jornais A Tribuna, de Santos, Diário de São Paulo, editado na capital paulista, e no Correio do Povo de Porto Alegre.
Sua irmã, Emília Edméa Dezonne foi a primeira aviadora brevetada em Santos. E também destacou-se como escritora pelo romance Náufragos do Ar, no qual conta um acidente de que foi vítima.